# Empires: Dawn of the Modern World
Empires: Dawn of the Modern World là tựa game thuộc thể loại chiến lược thời gian thực lịch sử do hãng Stainless Steel Studios phát triển và Activision phát hành vào ngày 21 tháng 10 năm 2003. Được coi là một phần tiếp theo không chính thức Empire Earth, mục tiêu trong game là người chơi phải thu thập tài nguyên để xây dựng đế quốc, huấn luyện quân đội và chinh phục những phe phái đối địch.
Dựa trên một phần lịch sử thế giới thu nhỏ, Empires được chia làm năm thời kỳ bắt đầu từ thời Trung Cổ cho đến Thế Chiến II. Game có tất cả chín phe gồm Anh, Pháp, Triều Tiên và Trung Quốc từ thời Trung Cổ đến Cận Đại; sang thời Thế Chiến I và II thì gồm Mỹ, Anh, Pháp, Đức, và Liên Xô. Game nhận được phản ứng phê bình tích cực.
Năm 2009, Activision vừa hoàn thành sever chơi mạng liên kết với GameSpy.

## Cách chơi

Giao diện trong game.

Là một game chiến lược thời gian thực dưới góc nhìn 3D toàn diện, với mục tiêu truyền thống là điều binh khiển tướng và đánh bại đối thủ để giành lấy chiến thắng. Trận đấu chỉ kết thúc khi tất cả người chơi khác bị đánh bại hoặc rút lui; ai trụ được đến phút chót thì thắng. Để giành lấy chiến thắng, người chơi phải phát triển và cân bằng quản lý vi mô cùng tổ chức quân đội. Game gồm đủ các đơn vị lục, hải, không quân cùng những kỹ năng riêng biệt đặc trưng cho từng thời đại. Những đơn vị quân trong trò chơi đều có những ưu và khuyết điểm riêng tuân theo quy tắc truyền thống Kéo, Búa, Dao; mỗi loại đơn vị sẽ có những tác động khác biệt lên các đơn vị khác nhau. Từng loại đơn vị quân sẽ tương ứng với một người lính hoặc một cỗ máy, Tốc độ và tầm bắn của chúng tùy thuộc vào chủng loại của mỗi phe. Một đơn vị quân có thể được lệnh do thám, bảo vệ, phòng thủ hay tấn công. Nguồn tài nguyên trong game được chia làm bốn loại chính là thịt, gỗ, vàng và đá đều dùng để xây dựng công trình, quân đội và nâng cấp, phát triển công nghệ. Xuyên suốt game, những nông dân sẽ làm nhiệm vụ chính là thu thập tài nguyên và chuyển chúng vào trong Nhà Chính tích trữ.
Thành phần chơi mạng của Empires do GameSpy vận hành đều miễn phí cho bất kỳ người chơi nào có bản cập nhật của game. Đến năm 2007 thì game không còn được GameSpy hỗ trợ phần chơi trực tuyến từ hai đến tám người chơi hoắc những đối thủ AI trong cả mục hành động theo hướng chiến trận ngắn hạn và mục xây dựng đế quốc theo hướng phòng thủ dài hạn. Chế độ, phe phái và kiểu bản đồ đều có trong phần chơi đơn và chơi mạng. Bản đồ sẽ được phát ngẫu nhiên cho từng trận đấu, nhưng lại tương thích với địa mạo chung do người chơi máy chủ của trận đấu lựa chọn. Người chơi cũng có thể chọn kiểu dáng và số lượng đơn vị được tạo ra. Ngoài ra, trong mục chơi mạng còn bổ sung thêm tính năng mới là tự tạo nhóm liên minh người chơi gọi là clan và xuất hiện danh sách các clan trên trang Empires Heaven.
Có chín phe phái trong Empires. Bốn phe đầu tiên tồn tại từ năm 950 đến 1900, bao gồm ba thời kỳ: Trung Cổ, Phục Hưng và Cận Đại. Số còn lại chỉ gom lại khoảng năm 1900 đến 1950 bao gồm thời Thế Chiến I và II. Thêm một phe mới xuất hiện trong phần chiến dịch nhưng không điều khiển được là Nhật Bản thời Chiến Quốc. Sự phát triển lên từng thời kỳ đều cần một lượng lớn tài nguyên thiết yếu sẽ thay đổi số lượng tùy thuộc vào từng thời đại khác nhau của trò chơi. Một khi thời đại mới hình thành sẽ làm xuất hiện thêm các nâng cấp mới. Chi phí nâng cấp mới còn dựa vào sự kết hợp giữa các nguồn tài nguyên khác nhau và có thể làm bất cứ điều gì từ việc cải tiến tỉ lệ đánh cá cho tới nâng cấp đơn vị với công nghệ nâng cao. Một khi sự thay đổi xuất hiện, những đơn vị cũ sẽ được thay thế dần và không thể mua lại được.

## Chiến dịch

Hình chụp từ chiến dịch Đô đốc Yi nhìn từ trái sang phải: Kim Shi-Min, Gwak Jae-u, và Đô đốc Yi.

Empires gồm ba phần chiến dịch được tách ra thành những kịch bản riêng biệt chủ yếu mô tả những sự kiện lớn trong lịch sử của từng phe. Chiến dịch đầu tiên nói về cuộc nổi loạn phi lịch sử của Richard Tim Sư Tử chống lại cha ông là vua Henry và cuộc chiến tranh với vua Philip II của Pháp. Chiến dịch thứ hai mô tả chiến công của Đô đốc Yi Sun Sin chống lại cuộc xâm lược của người Nhật trong cuộc chiến tranh Nhật Bản-Triều Tiên (1592-1598). Chiến dịch cuối cùng theo dấu chân Tướng George S. Patton từ cuộc xâm lược xứ Bắc Phi thuộc Pháp cho đến trận Normandie.
Chiến dịch Richard Tim Sư Tử kể lại chi tiết quá trình tranh giành ngôi vị nước Anh. Chiến dịch bắt đầu khi trưởng nam của vua Henry là Hoàng tử Henry, âm mưu đoạt ngôi vua Anh trước khi người cha qua đời. những kịch bản tiếp theo có liên quan đến ba người con của Henry II và sự giam cầm của Eleanor xứ Aquitaine, vợ vua Henry trong suốt cuộc nổi loạn 1173-1174 ở Anh. Philip II của Pháp, kẻ nổi lên bất ngờ vào ngôi vị nước Pháp lúc đầu cũng xuất hiện và can thiệp vào nội tình nước Anh. Richard và Geoffrey II, Công tước xứ Bretagne, một trong những người con của Henry đều là những đơn vị có thể điều khiển được; tuy nhiên, một số nhân vật lịch sử khác chỉ xuất hiện duy nhất trong các đoạn phim cắt cảnh. Mặc dù vậy, chiến dịch này là trái với sự thực trong lịch sử, Một số đơn vị quân Anh như lính cao nguyên chưa bao giờ được người Anh tuyển mộ. Các đơn vị quân của Pháp không có lính thương Thụy Sĩ và Đức; cũng không có chuyện dùng xe đục thành hoặc tháp bao vây trong lịch sử nước Anh và Pháp.
Chiến dịch của Đô đốc Yi (là Yi Sun Sin trong lịch sử) xảy ra vào thập niên 1590. Dựa theo những trận chiến chống lại người Mãn Châu và Nhật Bản được ghi chép trong lịch sử Triều Tiên. Chiến dịch tập trung vào cuộc chiến tranh Nhật Bản-Triều Tiên trong khoảng thời gian sáu năm khi Nhật Bản xâm lược Triều Tiên hai lần diễn ra trên các mặt trận hải, lục chiến. Cốt truyện bao gồm sự phát triển mạnh mẽ cùng công nghệ vượt trội của tàu con rùa. Yi Sun-Sin, Kim Shi-min, cố vấn nhà vua (Ryu Seong-ryong) và Kwak Chae-u, một thần dân và là người đã giúp dẫn dắt cuộc cách mạng vào thời điểm đó, đều là những đơn vị có thể điều khiển được; các nhân vật chính khác chẳng hạn như các nhà lãnh đạo chính trị, chỉ xuất hiện trong đoạn phim cắt cảnh. Phần cuối của chiến dịch giải thích sự kết thúc của cuộc chiến và cuộc đời của Yi Sun-Sin.
Chiến dịch của Tướng Patton diễn ra trong Thế chiến II và chủ yếu mô tả cuộc chiến tại miền bắc Châu Phi, Ý, và Normandy trong suốt chiến dịch Normandie. Tướng Patton, nhà lãnh đạo chính trong chiến dịch được điều khiển trong một số kịch bản, Dwight D. Eisenhower xuất hiện trong đoạn phim cắt cảnh, và Franklin Delano Roosevelt đã kể lại sự khởi đầu của một kịch bản.
Một chiến dịch tùy chỉnh và biên tập kịch bản cũng có sẵn, một số chiến dịch không chính thức tùy chỉnh và các kịch bản tự do có sẵn trên các trang web fan hâm mộ như Empires Heaven.

## Phát triển
Empires: Dawn of the Modern World được phát triển bởi hãng Stainless Steel Studios nay không còn tồn tại nữa. Game dựa trên phiên bản cập nhật của engine Titan từng được công ty sử dụng trong tựa game trước đây là Empire Earth. Trong một bài phỏng vấn với GameSpot về việc phát triển, Rick Goodman nói: Theo ý tôi, cộng đồng phát triển nên dành nhiều thời gian hơn với người tiêu dùng... chúng ta cần phải làm một công việc tốt hơn là trả lời câu hỏi", game thủ muốn gì?". Bằng cách sử dụng kết quả khảo sát, hãng chỉ chú trọng vào lối chơi, sự cân bằng, và sự đổi mới.
Tại E3 2003, Stainless Steel nhấn mạnh đến sự khác nhau giữa các phe phái trong chơi, được tạo ra từ hệ thống cây của phe đó, một dạng biểu đồ của tất cả các phe phái trong Empire Earth. Jon Alenson, trưởng nhóm thiết kế cho biết trong một cuộc phỏng vấn rằng hệ thống cây "giống như một ổ rắn, con rắn lớn nhất béo nhất trong đó sẽ đại diện cho phe hùng mạnh lớn nhất". Stainless Steel đã đa dạng hóa và cân bằng được những yêu cầu nhiều nhất của những phe trên diễn đàn của họ bằng cách sử dụng sơ đồ, đơn vị gia đình, mô phỏng chiến thuật và kiểm tra chiến lược. Để bổ sung cho các phe đã cập nhật, studio cũng sửa lại nhiều công nghệ từ Empire Earth.
Game xuất hiện trên Steam vào ngày 30 tháng 8 năm 2007.

## Đón nhận
| Publication         | Score  |
| ------------------- | ------ |
| IGN                 | 8.8/10 |
| GameSpy             | 4/5    |
| Gamespot            | 8.5/10 |
| PC Gamer            | 80%    |
| The Armchair Empire | 8.5/10 |

Empires: Dawn of the Modern World đều nhận được phản ứng phê bình tích cực. Game Informer đánh giá game cỡ 8.25/10, gọi đó là "thời gian mang lại giá trị xác thực của bạn nếu bạn đang tìm hiểu thể loại này..."; IGN cho điểm 8.8/10, cho rằng đó là "một game chiến lược cực hay" và nói rằng "Stainless Steel xứng đáng để tự hào về nỗ lực thứ hai của họ... "; GameSpy gọi nó là" một RTS tuyệt vời ".
PC Game World, một trang web trò chơi trực tuyến, tuyên bố rằng âm thanh của game khá "tốt như đi kèm với thể loại game này, với vũ khí hạt nhân phát nổ, thả bom, vũ khí khai hỏa, người đánh người bằng kiếm". Gamezone chỉ thích một số yếu tố trực quan, tuyên bố rằng "bối cảnh khu rừng, đồng cỏ và nước rất sắc nét và là phần tốt nhất của trò chơi.
Trong một bình luận tiêu cực, GameSpot chất vấn về việc game thiếu phần hướng dẫn, nói rằng "cuốn giới thiệu mở đầu sơ sài và không có phần hướng dẫn để dẫn dắt bạn thông qua những điều cơ bản...". Gamezone cũng ghi nhận tương tự, "chẳng có phần hướng dẫn nào được nhắc tới, để những người không quen thuộc với bản Empires đầu tiên hoặc những tân binh mới làm quen với RTS, có thể tìm thấy niềm say mê lớn của chính họ". PC Gamer nói," đội hình đơn vị vô giá trị và cơ chế tìm đường quá hời hợt y như hầu hết các game RTS khác … và các nhiệm vụ bị cắt phần nào bởi... giọng lồng tiếng khủng khiếp". Tạp chí thấy rằng các thuật toán tìm đường thường khiến các đơn vị di chuyển cùng nhau trong một khối lượng vô tổ chức và đôi khi mất nhiều tuyến đường nguy hiểm hơn mức cần thiết để tới được địa điểm. Computer Gaming World phàn nàn rằng các chiến dịch "là phần cốt truyện lèo lái chặt chẽ và bao gồm những nhiệm vụ xây và phá đơn giản". 
Bởi vì các nhà phê bình nhận thấy rằng Empires thiếu sự đổi mới đáng kể cho thể loại chiến lược thời gian thực, chúng thường được so sánh với các game khác. Armchair Empire ghi nhận, "bên cạnh đó rất khó viết về Empires... mà không nhắc đến dự án mới nhất của Stainless Steel Studios, Empire Earth". Nhiều người đã ngạc nhiên vì mục tiêu game nhỏ hơn so với Empire Earth, nhưng đồng ý rằng lối chơi tập trung nhiều hơn vào giai đoạn thời đại cụ thể bởi chỉ có ít thời kỳ và phe phái hơn. Một nhà phê bình đã gọi game là một phiên bản Rise of Nations ngớ ngẩn. Stratos Group viết rằng Empires có rất ít bản đồ chỉ duy nhất trên đất liền không giống như Rise of Nations có đầy đủ chủng loại trong phạm vi này". Sự phát triển giữa các thời kỳ thường được so sánh: "Rise of Nations thường kết thúc trong một loạt thời kỳ dồn dập cho đến khi tất cả mọi người đã lái được xe tăng, nhưng sức mạnh tấn công mà người chơi có sẵn trong Empires có nghĩa là tiến đến thời kỳ tiếp theo mà không nhất thiết phải ưu tiên ngay lập tức cao nhất của bạn". Về sự lựa chọn phe phái, Stratos nói rằng" sau sự phong phú của việc lựa chọn sẵn có trong Rise of Nations (18 phe), thì bốn phe thời kỳ đầu và năm thời kỳ sau cùng của Empires có vẻ như hơi ít. Đây không phải là một vấn đề thực sự dù các lựa chọn có sẵn khá thú vị và đa dạng". CNET nhận xét," thiết kế đặt hành động mang tính lịch sử đã được công nhận khá tốt vào lối chơi và khiến việc sử dụng vật liệu thêm phần đáng tin cậy, trong khi bổ sung thêm một số hiệu ứng phép thuật mạnh mẽ để giữ cho các hành động thú vị hơn. Trong khi nó không có bề rộng trong quá trình xây dựng đế chế thời gian thực của Rise of Nations, mục tiêu thỏa thuận chặt chẽ từng phần khi nó đi kèm với những trận chiến nhịp độ nhanh".